# Georges Guingouin
Georges Guingouin (Magnac-Laval, 2 februari 1913 - Troyes, 27 oktober 2005) was een Franse communistische activist en verzetsstrijder in de Tweede Wereldoorlog. Hij stond aan het hoofd van de Maquis du Limousin, een van de grootste maquis-eenheden van het Frans verzet.

## Biografie
Guingouins vader diende in het Franse leger als onderofficier en overleed in augustus 1914. Hij werd opgevoed door zijn moeder, een onderwijzeres. Guinguin ging naar de normaalschool in Limoges en kreeg na zijn legerdienst een baan in het onderwijs. Bij het begin van de Tweede Wereldoorlog werd hij opgeroepen en hij raakte gewond op 17 juni 1940.

### Verzet
Vanaf april 1941 ging Guingouin ondergronds. Hij speelde een leidende rol in het verzet en leidde hij de Limousin-bergmaquis onder de naam "Raoul". Zijn kameraden noemden hem "Lou Grand" of de "prefect van de maquis".
Op 18 juli 1944 werd de "1e Brigade" van Guingouin aangevallen door de Duitse brigade van generaal Von Jesser die ter plaatse was gearriveerd, met ongeveer 500 verschillende voertuigen, ondersteund door verschillende versterkingen, wat de aanleiding vormde voor de slag om Mont Gargan, die op 24 juli plaatsvond. De verzetsstrijders van Guingouin verloren 97 man (38 doden, vijf vermisten en 54 gewonden), vergeleken met 342 doden of gewonden voor de Duitsers. Het is een van de zeldzame gevechten van het verzet van binnenuit in een veldslag tegen de tegenstander. Een gegraveerde stèle, gebouwd op de top van deze heuvel, is een plaats van herinnering geworden waar elk jaar een ceremonie wordt georganiseerd ter gelegenheid van de verjaardag van deze strijd. Door deze actie wist zijn brigade de opmars van de Duitse versterkingen voor het front in Normandië sterk te vertragen.
Op 21 augustus nam zijn brigade, 14.000 man sterk, Limoges in. Charles De Gaulle omschreef hem als "een van de mooiste figuren van het verzet" en hem tot een Compagnon de la Libération (Orde van de bevrijding) maakte, een zeldzame communist in dit geval (twaalf van de 1.053 ontvangers). Hij ontving ook de King's Medal for Courage.

### Na de oorlog
Tussen 1945 en 1947 was Guingouin burgemeester van Limoges. In 1952 werd hij uit de Franse Communistische Partij gesloten. En in december 1953 werd hij gearresteerd op beschuldiging van twee standrechtelijke executies tijdens de oorlog. Hij beleefde een zware tijd in de gevangenis en werd ook even opgesloten in een psychiatrische kliniek. Hij werd verdedigd door advocaten Robert Badinter en Roland Dumas en werd vrijgelaten in juni 1954. In 1958 werd de zaak zonder gevolg gerangschikt. Guingouin trok zich met zijn echtgenote terug in het departement Aube, waar hij in 1968 weer leraar werd.
- Bibliothèque nationale de France: cb119403893 (data)
- Gemeinsame Normdatei: 119258668
- International Standard Name Identifier: 0000 0000 8396 6900
- Library of Congress Control Number: n82244107
- Nationale Bibliotheek van Tsjechië: xx0326422
- Nationale Bibliotheek van Israël: 987007273975405171
- Nederlandse Thesaurus van Auteursnamen: 130754552
- SNAC: w6305gh5
- Système universitaire de documentation: 027340589
- Virtual International Authority File: 79038732
- WorldCat: E39PBJyMgjq8fwJG9CYMfMXcfq